# Donji Matejevac
Donji Matejevac (em cirílico: Доњи Матејевац) é uma vila da Sérvia localizada no município de Pantelej, pertencente ao distrito de Nišava, na região de Ponišavlje. A sua população era de 825 habitantes segundo o censo de 2011.

## Demografia
| 1948 | 1953 | 1961 | 1971 | 1981 | 1991 | 2002 | 2011 |
| ---- | ---- | ---- | ---- | ---- | ---- | ---- | ---- |
| 1137 | 1107 | 1096 | 874  | 878  | 881  | 861  | 825  |